# كندران
 کندران  ، قرية صغيرة تتبع البلدة المركزية (بالفارسية: بخش مرکزی شهرستان بندر لنگه) من توابع مدينة لنجة وتقع في محافظة هرمزگان في جنوب إيران. تقع هذه القرية على بعد 3 كيلومترات جنوب قرية سورو.

## حدود قرية کندران
حدود کندران: من الشمال: قرية سورو، ومن الجنوب حسينه، ومن الغرب بلدة باورد، ومن الشرق تنتهي بقرية جاه مسلم.

## السكان
يبلغ عدد سكان هذه القرية حسب تعداد السكان لعام 2006 للميلاد، (410 ) نسمه من أهل السنة والجماعة وعلى المذهب الشافعي. يتكلون الفارسية باللهجة المحلية، لهم مدارس ابتدائية، مسجد، وعيادة صحية صغيرة، وبركتان لحفظ مياه الأمطار، يمتهنون بتربية المواشي والزراعة، ولهم 2000 نخلة مثمرة،.يمتهنون بمهنة الزراعة وتربية المواشي، والأغنام.